# 매든 (영화)
"매든"(영어: Madden)은 개봉 예정인 미국의 전기, 스포츠 드라마 영화이다. 데이비드 O. 러셀가 감독과 공동각본을 맡았다. 미식축구 코치 존 매든의 삶을 다룬 영화로, 배우 니콜라스 케이지가 그를 연기한다.